# Drasteriodes kisilkumensis
Drasteriodes kisilkumensis là một loài bướm đêm trong họ Noctuidae.